# Pont Varadinski
Le pont Varadinski (en serbe : Varadinski most) est un pont franchissant le Danube à Novi Sad dans le nord de la Serbie.

## Histoire
Ce pont a été reconstruit en 2000, après avoir été détruit par les bombardements de Novi Sad par l'OTAN le 1er avril 1999.

## Sources
- Pont Varadinski sur Structurae.